# 正定府

正定府在直隶省的位置（1820年）

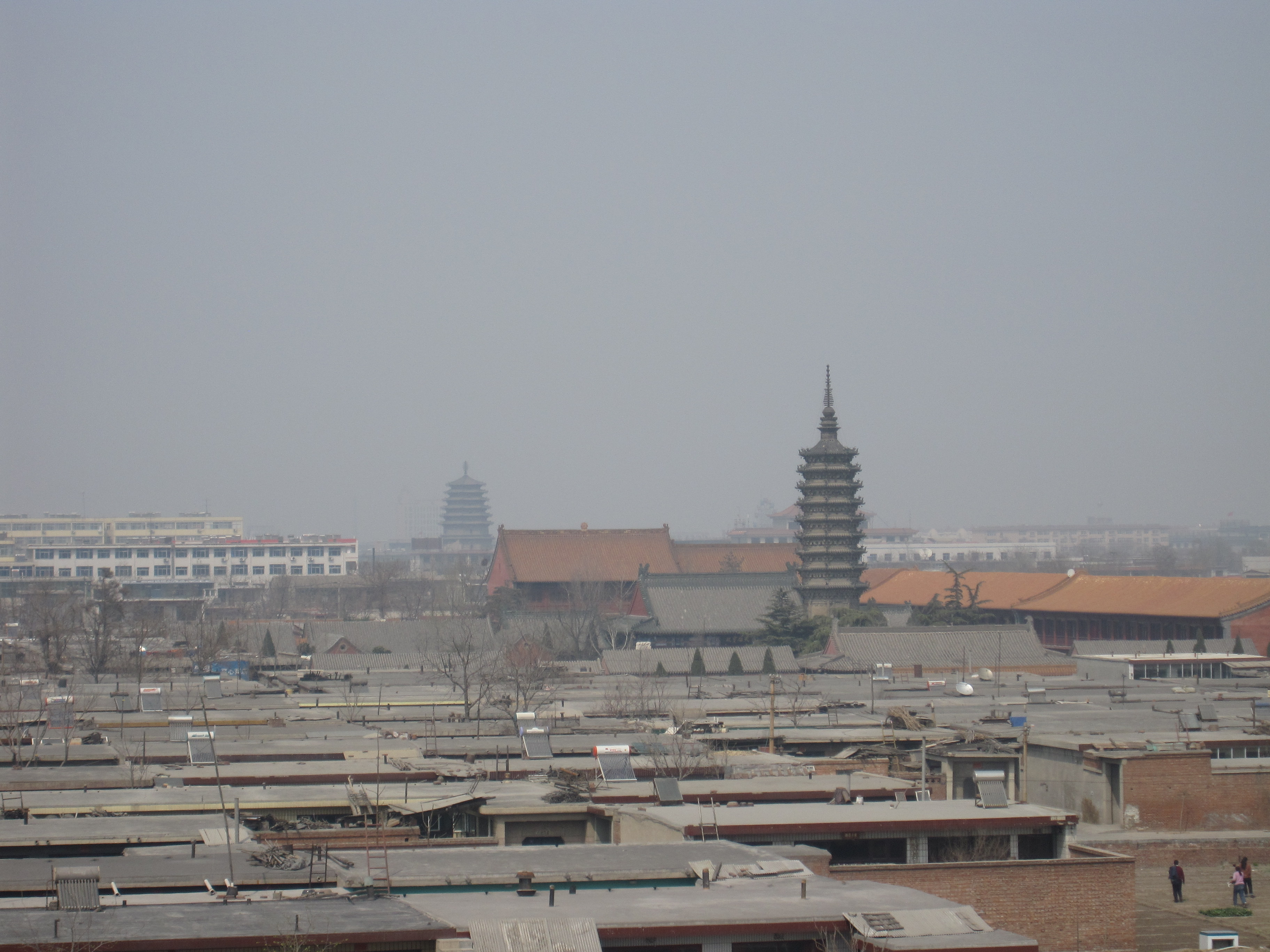

正定府，清朝时的一个府。府治位于今石家庄市正定县。
明朝称真定府，领五州，二十七县。清朝雍正元年（1723年），避雍正帝讳，真定府改為正定府。二年，升冀州、赵州、深州、定州、晋州五个州为直隶州，以南宫县等十七县属之。雍正十二年，降晋州直隶州为晋州，并所属无极县、藁城县与定州直隶州新樂縣还来隶正定府。正定府轄正定縣、獲鹿縣、井陘縣、欒城縣、行唐縣、靈壽縣、平山縣、元氏縣、贊皇縣、晉州、无极县、藁城縣、新樂縣、阜平縣等14個縣。

## 行政区划
- 贊皇縣，雍正二年(1724年)屬趙州直隸州，三年(1725年)屬正定府；
- 晉州，雍正二年升晉州直隸州，十二年(1734年)改屬正定府；
- 無極縣，雍正二年屬晉州直隸州，十二年(1734年)改屬正定府；
- 藁城縣，雍正二年屬晉州直隸州，十二年改屬正定府；
- 新樂縣，雍正二年屬定州直隸州，十二年改屬正定府；
- 阜平縣，順治十六年(1659年)併入行唐縣，康熙二十二年(1683年)又置縣，乾隆十三年(1748年)恢復舊治。

## 正定府十四州縣聯[1]
清代直隸正定府下轄十四個州縣，有人把各州縣名加上；稱謂，彷彿成了小說中的「人物」：
1. 正定將軍
2. 行唐使者
3. 元氏夫人
4. 阜平老人
5. 晉州客人
6. 獲鹿道人
7. 井陘童子
8. 靈壽仙官
9. 贊皇丞相
10. 無極大帝
11. 平山大王
12. 欒城公子
13. 新樂公主
14. 藁城草寇

山東學政戴聯奎（亦戴紫垣）又用這些稱謂，作了一副對聯，構思極巧：
- 公子何翩翩也，喜仙官暗系赤繩，於是夫人議婚，老人主盟，彼童子無知，但憑使者行媒，聘定藏嬌公主
- 大帝其巍巍乎，賴丞相借等玉箸，因而客人享利，道人服教，雖草寇竊發，可卜將軍報捷，削平恃險大王